# Hildegard Rauschenbach

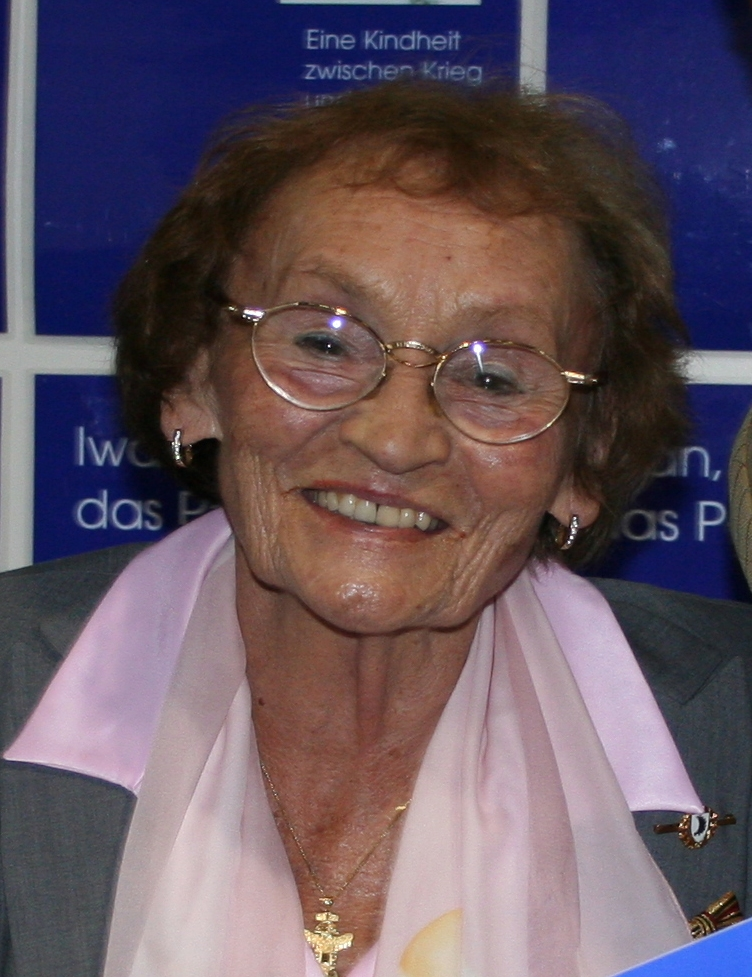
Hildegard Rauschenbach (2005)

Hildegard Rauschenbach geb. Mischke (* 15. März 1926 in Dickschen, Kreis Pillkallen, Ostpreußen; † 7. Februar 2010 in Berlin) war eine deutsche Schriftstellerin.

## Leben
Hildegard Mischke wuchs in Ostpreußen auf. Ihre beiden Brüder fielen im Zweiten Weltkrieg. 1945 war sie eine von 250.000 Frauen und Mädchen, die von der Roten Armee festgenommen und aus Ostpreußen und Pommern in Gulags deportiert wurden. Sie musste dreieinhalb Jahre Zwangsarbeit im Zwangsarbeitslager 6437  in Schadrinsk leisten, bevor sie wieder nach Deutschland zurückkehren konnte. Seit 1950 lebte sie in Berlin. Dort heiratete sie im selben Jahr Heinz Rauschenbach, mit dem sie einen Sohn hatte. Sie schrieb acht Bücher, viele Erzählungen und Essays, Beiträge für die Printmedien, 100 Gedichte und 50 Lieder, teilweise in Niederpreußisch. Auf Schallplatten sind von ihr gesungene Lieder aus Ostpreußen erhalten.
Am Volkstrauertag 2001 hielt sie im Reichstagsgebäude eine Gedenkrede für die in den Kriegen gefallenen und ums Leben gekommenen Menschen. Im selben Jahr initiierte sie das Mahnmal für die im Zweiten Weltkrieg verschleppten deutschen Frauen und Mädchen, das der Volksbund Deutsche Kriegsgräberfürsorge auf dem Friedhof Lilienthalstraße (Berlin) errichtete. Für ihren großen Beitrag zur Verständigung zwischen dem russischen und dem deutschen Volk erhielt sie einen Bundesverdienstorden. Unter dem Titel „Vergeben ja, vergessen nie“ veröffentlichte N. Dejnova im Juni 2010 einen Nachruf in der Schadrinsker Gans, einer russischen Literaturzeitung.

„Es war mein innerer Zwang, alles niederzuschreiben. Ich habe dabei nicht übertrieben, habe nichts beschönigt. Ich bin keine Schriftstellerin und habe alles mit einfachen Worten erzählt, die jeder kennt. Auch habe ich keine Untersuchungen durchgeführt und hoffe, dass es in meinem Buch keine tendenziellen Aussagen gibt. Meine tiefe Dankbarkeit gilt jenen russischen Menschen, die sich in unsere Lage versetzen konnten und uns halfen, obwohl sie selbst nur das Notwendigste zum Leben hatten. Dieses Buch soll den Menschen, darunter auch meinem Sohn, dem ich es widme, zeigen, dass ungeachtet aller Schwierigkeiten, die einem im Leben begegnen können, man vergeben können und gleichzeitig Optimist bleiben muss.“

## Ehrungen
- Bundesverdienstkreuz am Bande (2002)
- Goldenes Ehrenzeichen der Landsmannschaft Ostpreußen (2002)[2]
- Kulturpreis der Landsmannschaft Ostpreußen (2008)[3]

## Werke
- Zuhause in Pillkallen. Dorfgeschichten erlebt in Ostpreußen. Rautenberg, Leer 2003. ISBN 978-3800330621.
- Marjellchen wird Berlinerin. Heimkehr aus Sibirien und Neuanfang. Rautenberg, Leer 1990. ISBN 978-3800330614.
- Von Pillkallen nach Schadrinsk. Meine Zeit im 'Lager 6437' und das Wiedersehen nach 43 Jahren.  Rautenberg, Leer 2001. ISBN 978-3792105238.
- Lager 6437. Ich war verschleppt nach Sibirien. Rautenberg, Leer 1994. ISBN 978-3792102992.
- Koddrig und lustig. Ostpreußische Originale in einem Pungel. Rautenberg, Leer 2003. ISBN 978-3800330652.
- Marjellchens verzwickte Verwandtschaft. Aus dem alten Ostpreussen . Westkreuz-Verlag, Bad Münstereifel 2001. ISBN 978-3929592610.
- Vergeben ja, vergessen nie – damals verschleppt im Ural-Gebiet, heute auf dem Weg der Versöhnung. Westkreuz-Verlag, Bad Münstereifel 2001. ISBN  978-3929592160.
- Marjellchen plachandert wieder. Erzählungen, Kochrezepte, Sprichwörter. Rautenberg, Leer 2005. ISBN 978-3800331017.